# Taitiriia shakha
El Taittiriia shakha es un notable shakha (‘recensión’) del Iáyur-veda negro.
El Visnú-purana lo atribuye a un discípulo de Iaska llamado Tittiri. Es más frecuente en el sur de India.

## Las cuatro recensiones del «Iáyur-veda negro»
El Iáyur-veda negro tiene cuatro recensiones:
- Taittirīya shakha, originalmente de Panchala
- Maitrayani shakha, originalmente del área sur de Kuruksetra
- Charaka-Kaṭha shakha, originalmente de Madra y Kuruksetra
- Kapiṣṭhala-kaṭha shakha, del sur de Pañyab y Bajika

## Escrituras participantes en el Taittiriia shakha
Este Taittiriia shakha consta de las siguientes escrituras:
- El Taittiriya-samhita, que consta de 8 libros (kandas), subdivididos en capítulos (prapathakas), subdivididos en himnos individuales. Algunos himnos individuales en este samhita han adquirido especial importancia en hinduismo, por ejemplo, TS 4.5 y 4.7 constituyen el Sri-rudra-chamakam, mientras que es 1.8.6.1 es el mantra shivaísta Triambakam.
- El Taitiríia-bráhmana, de tres kandas. Parte del Kathaka-shakha-bráhmana aparece incluido en este texto.
- El Taitiríia-araniaka, de diez prasnas (‘preguntas’).
  - El Taitiriia-upanisad, que tiene los prasnas séptimo, octavo y noveno: Shiksa-valli, Ananda-valli y Bhrigu-valli.
  - El Majá-naraiana-upanisad, el décimo prasna.
- El Apastamba-srauta-sutra
- El Bodhayana-srauta-sutra
- El Vaikhanasa-srauta-sutra
- El Jirania-keshi-srauta-sutra

Los términos prapathaka y kanda (‘secciones’, ‘subsecciones’, ‘capítulos’ o ‘libros’) se utilizan de manera incoherente en los Vedas.
Los términos prasna y valli se refieren solo a subsecciones pequeñas, de pocos himnos.

## Ediciones
- Weber, Albrecht: Die Taittirîya-Saṃhitâ. Leipzig (Alemania): Indische Studien 11-12, 1872.

- Datos: Q1276875